# Sint-Stefanuskerk (Vottem)

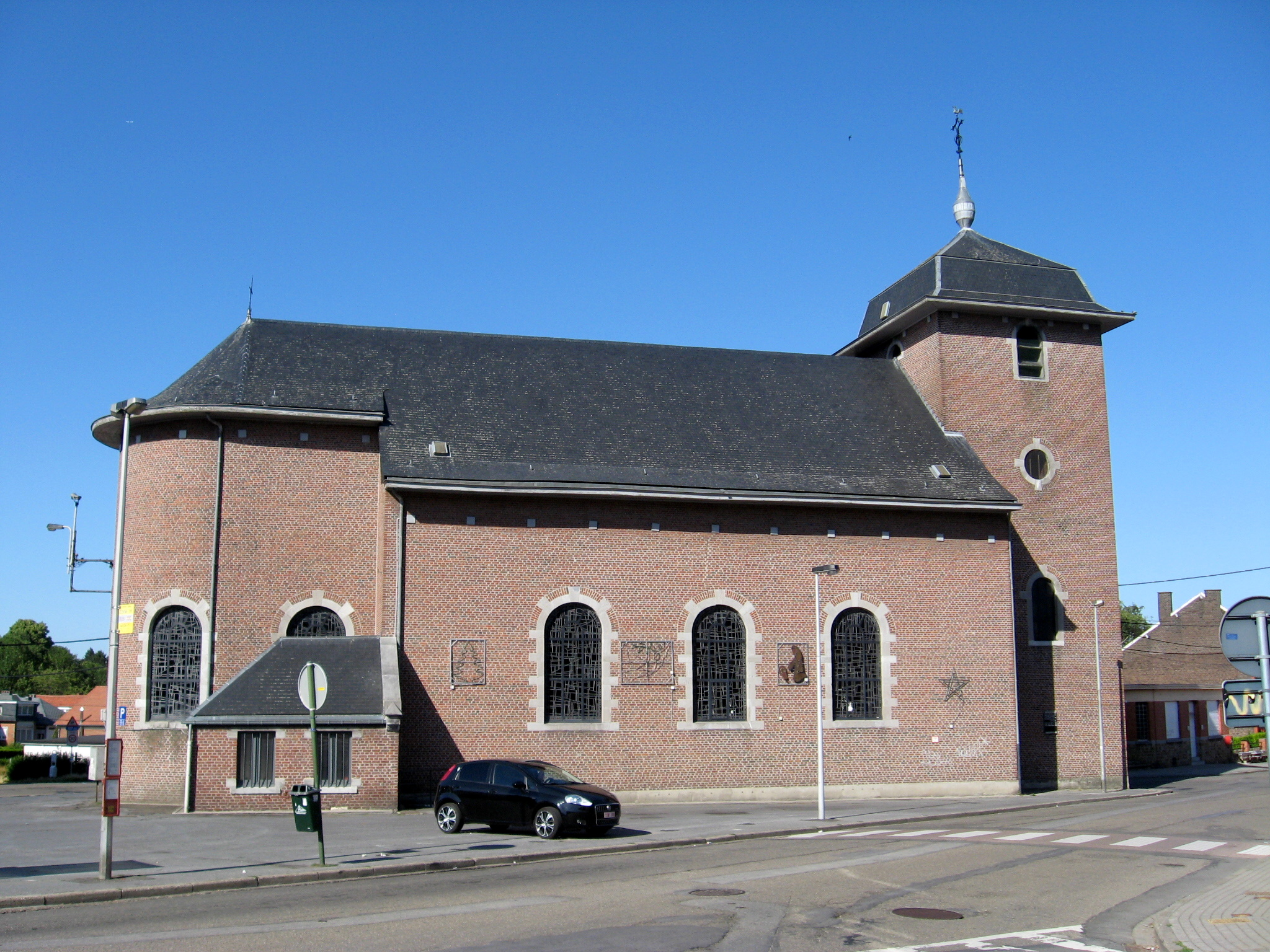
Sint-Stefanuskerk

De Sint-Stefanuskerk (Frans: Église Saint-Étienne) is de parochiekerk van Vottem, een plaats in de Belgische provincie Luik en een deelgemeente van de Waalse gemeente Herstal.

## Geschiedenis
De parochie was vanouds ondergeschikt aan die van Liers. De huidige bakstenen kerk werd in 1788 gebouwd in classicistische stijl. Het patronaatsrecht berustte bij het Sint-Lambertuskapittel te Luik. De kerk -hoewel de bouw ervan vergevorderd was- werd echter nooit afgebouwd, omdat de Franse revolutie de financiële middelen en de privileges van de Katholieke Kerk sterk beknotte.
De kerk bestaat uit een breed schip met een voorgebouwde vierkante toren, welke bekroond wordt door een helmdak. De kerk heeft een halfrond afgesloten koor.